# Бек, Михаил Александрович
Михаи́л Алекса́ндрович Бек (28 июня 1940 года, Москва — 4 сентября 2018 года, Тарту) — советский и российский инженер-экономист, преподаватель.

## Биография
Родился в Москве в семье писателей Александра Израилевича Шарова и Наталии Всеволодовны Лойко. Приёмный отец — писатель Александр Альфредович Бек.
В 1957 году после окончания московской школы с углублённым изучением немецкого языка № 3 (1249) поступил на инженерно-экономический факультет Московского авиационного института (МАИ), который закончил в 1962 г.
После окончания института пришел на работу в Центр Келдыша Роскосмоса и проработал там более 35 лет. В течение 30 лет (с 1965 по 1998 год) возглавлял Лабораторию (сектор) технико-экономического анализа в Исследовательском центре им. М. В. Келдыша Роскосмоса. Участвовал в осуществлении исследовательских программ и проектов создания новой техники. В 1970—2000 годах, возглавляя работы по технико-экономическому анализу, участвовал в выполнении ряда работ в качестве научного руководителя и ответственного исполнителя НИР по федеральным программам, включая анализ экономических рисков марсианской экспедиции в международном проекте пилотируемой экспедиции на Марс.
Более 50 лет занимался научно-педагогической работой в МАИ и ВШЭ. Читал авторские курсы «Маркетинг В2В», «Промышленный маркетинг», «Бизнес-планирование», «Инвестиционный маркетинг», «Ценообразование в аэрокосмической промышленности», «Менеджмент исследований и разработок», «Инвестиционный анализ» по программам МВА и магистратуры. В 1994—2004 годах работал доцентом кафедры промышленного менеджмента и маркетинга Московского авиационного института. В 1998—2018 годах работал доцентом кафедры стратегического маркетинга факультета менеджмента Национального исследовательского университета ВШЭ.
Является автором научных трудов, учебных пособий, в том числе: «Ценообразование в аэрокосмической промышленности» (1996), «Организация, планирование и управление НИОКР» (1997), «Менеджмент исследований и разработок (в двигателестроении)» (2005), а также учебников и монографий по B2B-маркетинг.
Похоронен в Эстонии в городе Отепя.

## Область научных интересов
Специализировался в области технико-экономических исследований и экономико-математического моделирования. Является автором аналитического метода оценки эффективности создания модифицированных двигателей для обоснования основных технических решений, который был использован для оценки эффективности применения новых твердых топлив для ракет различного базирования. Метод позволяет оперативно рассматривать большое число вариантов с учётом различий базовых и модифицированных двигателей и изменения промышленно-экономических условий.
С конца 1980-х годов предметом его интереса становятся экономические проблемы и оценка рисков конверсии, трансферта технологий, использования и сохранения научного потенциала аэрокосмической промышленности: стратегии и перспективные направления развития аэрокосмической отрасли, международная кооперация и государственно-частные партнерства, космические производства, удаление радиоактивных отходов в дальний космос, разработка и внедрение инновационных технологий и оборудования для переработки отходов угледобычи и углеобогащения. Параллельно с исследованиями руководил подготовкой специалистов в области технико-экономического обоснования перспективных инновационных проектов в области авиации и космонавтики.
В центре исследований последнего десятилетия — проблематика методологии стратегического управления инновациями, включая инновационные бизнес-модели, сети и кластеры, методы стратегического менеджмента и маркетинга в управлении развитием предприятий в условиях сетевой экономики.

## Семья
- Сёстры — Нина (род. 1930) и Татьяна (поэтесса), единокровный брат — Владимир (прозаик).
- Супруга — Надежда Николаевна Бек (род. 1940).
  - Дети — сын Бек Александр Михайлович (род. 1962), дочь Бек Екатерина Михайловна (род. 1973).

## Публикации
Всего более 60 публикаций, включая:

### Учебные пособия
1. Бек М. А. Бизнес-планирование: учебно-методическое пособие для слушателей программы МВА, НИУ-ВШЭ, Высшая школа менеджмента. — М.: Бизнес Элайнмент, 2011. — («Crede experto»)). — ISBN 978-5-91296-023-9.
2. Бек М. А. Промышленный маркетинг: учебно-методическое пособие для слушателей программы МВА, обучающихся по специальности «Общий и стратегический менеджмент» ГУ-ВШЭ, Высшая школа менеджмента. — М.: Бизнес Элайнмент, 2009. — («Crede experto»)). — ISBN 978-5-91296-010-9.
3. Бек М.А. Маркетинг В2В. — учебное пособие для вузов. — М.: Изд. дом ГУ-ВШЭ, 2008. — 1000 экз. — ISBN 978-5-7598-0625-7.
4. Бек М. А. Менеджмент исследований и разработок (в двигателестроении). Учебное пособие. — М.: Издательство МАИ, 2005. — ISBN 5-7035-1619-6.
5. Бек М. А. (1997). Организация, планирование и управление НИОКР (учебное пособие) М., «Полидейт»
6. Бек М. А. Ценообразование в аэрокосмической промышленности (учебное пособие). М. — М.: Издательство МАИ, 1997. — ISBN 5-7035-1361-8.

### Статьи в сборниках
1. Бек М. А., Бек Н. Н. Инновационное развитие в странах БРИКС: условия, результаты и задачи совершенствования управления // XV апрельская международная научная конференция по проблемам развития экономики и общества: в 4-х книгах / Отв. ред.: Е. Г. Ясин. — М.: Издательский дом НИУ ВШЭ, 2015. — Т. Кн. 3. — С. 191—201.2.
2. Бек М. А., Бек Н. Н. Сетевые формы создания и распространения инноваций // Методология исследования сетевых форм организации бизнеса / Науч. ред.: М. Ю. Шерешева. — М.: Издательский дом НИУ ВШЭ, 2014. — С. 232—266.3.
3. Бек М. А., Бек Н. Н. Инновационные сети и кластеры. Анализ условий формирования и перспектив развития/ // Методология исследования сетевых форм организации бизнеса / Науч. ред.: М. Ю. Шерешева. — М.: Издательский дом НИУ ВШЭ, 2014. — С. 267—327.
4. Бек М. А., Бек Н. Н. Исследование возможностей развития инновационных кластеров в России // Современный менеджмент: проблемы, гипотезы, исследования. Сборник научных трудов / Сост.: У. В. Ломакова; науч. ред.: М. Ю. Шерешева. — М.: Издательский дом НИУ ВШЭ, 2012. — Т. Ч. 2. Вып. 4. — С. 41—56.5..
5. Бек М. А., Бек Н. Н. Условия развития инновационных кластеров в России // XIII Международная научная конференция по проблемам развития экономики и общества. В 4 кн. / Отв. ред.: Е. Г. Ясин. — М.: Издательский дом НИУ ВШЭ, 2012. — Т. Кн. 2. — С. 185—196.
6. Бек М. А., Бек Н. Н. Исследование проблем и путей формирования и развития в российских условиях конкурентоспособных инновационно-активных кластеров // Сетевой бизнес и кластерные технологии. Сб. науч. ст. / Науч. Ред. В. П. Третьяк, М. Ю. Шерешева. — М.: Издательский дом Высшей школы экономики, 2011. — С. 265—278.
7. Бек М. А., Бек Н. Н. Проблемы инновационного развития высокотехнологичных отраслей промышленности России // XI Международная научная конференция по проблемам развития экономики и общества. В 3 кн.. — М.: Издательский дом ВШЭ, 2011. — Т. Книга 2. — С. 326—335.
8. Бек М. А., Бек Н. Н. Анализ проблем развития инновационно активных кластеров в России // Современный менеджмент: проблемы, гипотезы, исследования: сб. науч. тр.. — М.: Изд. дом ВШЭ, 2011. — Т. Вып. 3: в 2 ч. Ч.1.. — С. 228—241.
9. Бек М. А., Бек Н. Н. Управление инновационным развитием компаний высокотехнологичных отраслей промышленности России: стратегические проблемы (на примере аэрокосмической промышленности) // Современный менеджмент. Проблемы, гипотезы, исследования. Сборник научных трудов. — М.: Изд. дом ГУ-ВШЭ, 2010. — С. 171—178.
10. Бек М. А., Бек Н. Н. Маркетинговые аспекты развития государственно-частных партнерств // Развитие форм межфирменной кооперации: сети и взаимоотношения: докл. участников Сети мастерства. — М.: Изд. дом ГУ-ВШЭ, 2008. — С. 142—160.
11. Бек М. А., Бек Н. Н. Стратегическое управление инновациями и трансферт технологий // Модернизация экономики и государство. В трех книгах. — М.: Издательский дом ГУ ВШЭ, 2007. — Т. Книга 3.. — С. 123—133.

### Статьи в журналах
1. Бек М. А., Бек Н. Н. Бизнес-модели: инновационные аспекты // Менеджмент инноваций. — 2014. — № 4. — С. 244—256.
2. Бек М. А., Бек Н. Н. Производство знаний и инноваций: условия, эффективность и роль в инновационном развитии экономики// // Менеджмент инноваций. — 2014. — № 1. — С. 44—62.
3. Bek M. A., Bek N. N., Sheresheva M. Y., Johnston W. Perspectives of SME innovation clusters development in Russia // Journal of Business and Industrial Marketing. — 2013. — № Vol.28. No.3. — С. 240—259.
4. Бек М. А., Бек Н. Н. Сравнительный анализ экономического развития стран БРИКС: роль инвестиций, инноваций, менеджмента и институтов// // Менеджмент инноваций. — 2013. — № 3. — С. 190—204.
5. Бек М. А., Бек Н. Н. Инновационное развитие России: результаты межстранового сопоставления// // Менеджмент инноваций. — 2012. — № 3. — С. 194—206.
6. Бек М. А., Бек Н. Н. Причины низкой инновационной активности российского бизнеса и вызовы для управления инновационным развитием // // Менеджмент инноваций. — 2010. — № 4. — С. 272—284.
7. Бек М. А., Бек Н. Н. Значение и тенденции развития в-2-в маркетинга // Индустриальный и в2в маркетинг. — 2008. — № 2. — С. 90—103.
8. Bek M.A., Bek N.N. Strategic Planning and Management of Russias Aerospace Industry Enterprises Development: State, Tendencies and Problems // // Acta Astronautica. — 1998. — С. 47—49.
9. Бек М. А. Технико-экономический анализ ракетных двигателей // Вестник Московского авиационного института. — (1998). — Т. 5, № 1. — С. 76—84.
10. Бек М. А. Экономические проблемы развития космонавтики // Энергия: экономикатехника экология, журнал президиума РАН. — 1996. — № 6. — С. 29—32.
11. Бек М. А. Титановое сырье и продукты его переработки // Международный бизнес России. — 1995. — № 3. — С. 33—36.
12. Бек М. А. Обзор рынка азотных удобрений // Международный бизнес России. — (1995). — № 2. — С. 29—32.
13. Бек М. А., Бек Н. Н. Конверсия. Деградация потенциала или… // Правила игры. — 1992. — С. 40—56.

### Препринты
1. Bek M.A. International Cooperation for Realization of Promising Space Programs. Economic Aspects. Paper IAA-97-IAA.1.4.04., , // 48-th International Astronautical Congress. — Turin, Italy., 1997.
2. Bek M.A., Oumnikov V. Methods and practice of cost evaluation concerning development and manufacture of rocketry objects. Paper IAA-98-IAA.1.1.05, // 49th International Astronautical Congress. — Melbourne, Australia, 1998.

### Труды конференций
1. Бек М. А. (1999) О необходимости совершенствования ценовой политики в ракетно-космической промышленности с учётом потребностей воспроизводства. Статья. Избранные труды XIX—XXI научных чтений по космонавтике. М.: ИИЕТ РАН.
2. Bek M. A., Bek N. N. (1994). Economic Aspect of International Cooperation during Implementation of Promising Space Programs // IAC 94, International Aerospase Congress, Theory, Applications, Technologies. Moskow, Russia. (рус.)